# Nesobasis
Nesobasis – rodzaj ważek z rodziny łątkowatych (Coenagrionidae).

## Podział systematyczny
Do rodzaju należą następujące gatunki:

- Nesobasis albistigma Donnelly & Marinov, 2024
- Nesobasis angulicollis Tillyard, 1924
- Nesobasis auricularis Donnelly & Marinov, 2024
- Nesobasis baidamuensium Marinov & Rashni, 2023
- Nesobasis brachycerca Tillyard, 1924
- Nesobasis caerulecaudata Donnelly, 1990
- Nesobasis caerulescens Donnelly, 1990
- Nesobasis campioni  Tillyard, 1924
- Nesobasis delai Marinov & Rashni, 2025
- Nesobasis erythrops Selys, 1891
- Nesobasis flavifrons Donnelly, 1990
- Nesobasis flavostigma Donnelly, 1990
- Nesobasis ingens Donnelly, 1990
- Nesobasis latistyla Donnelly & Marinov, 2024
- Nesobasis leveri Kimmins, 1943
- Nesobasis longistyla Selys, 1891
- Nesobasis malokuensium Marinov & Rashni, 2025
- Nesobasis monika Marinov, 2021
- Nesobasis monticola Donnelly, 1990
- Nesobasis nedeltshevae Marinov & Rashni, 2023
- Nesobasis pedata Donnelly, 1990
- Nesobasis polhemusi Donnelly & Marinov, 2024
- Nesobasis recava Donnelly, 1990
- Nesobasis rubra Donnelly & Marinov, 2024
- Nesobasis rufostigma Donnelly, 1990
- Nesobasis seidenbuschi Donnelly & Marinov, 2024
- Nesobasis selysi Tillyard, 1924
- Nesobasis telegastrum Selys, 1891
- Nesobasis tillyardi Donnelly & Marinov, 2024
- Nesobasis viridis Donnelly & Marinov, 2024